# جيفن سوانكي
جيفن سوانكي (بالإنجليزية: Gavin Swankie)‏ (22 نوفمبر 1983 في المملكة المتحدة - ) هو لاعب كرة قدم بريطاني في مركز الوسط. لعب مع سانت جونستون ونادي دندي ونادي اربوراث وفورفار أثلتيك ‏.

## وصلات خارجية
- جيفن سوانكي على موقع قاعدة بيانات كرة القدم.إي يو (الإنجليزية)
- جيفن سوانكي على موقع Soccerbase.com (لاعب) (الإنجليزية)